# Десанка (ТВ серија)
„Десанка ” је југословенска телевизијска серија снимљена 1999. године у продукцији Телевизије Београд.

## Улоге
| Глумац              | Улога              |
| ------------------- | ------------------ |
| Рада Ђуричин        | Десанка Максимовић |
| Леила Енетах        |                    |
| Хана Јовчић         |                    |
| Горанка Калембер    |                    |
| Зоран Митић         |                    |
| Јадранка Нанић      | Студенткиња        |
| Андреј Шепетковски  | Студент            |
| Бранимир Трифуновић |                    |
| Томислав Трифуновић |                    |

Комплетна ТВ екипа  ▼
| Редитељ              | Слободан Радовић    |                         |
| Сценариста           | Драгомир Брајковић  |                         |
| Сценариста           | Рада Ђурицин        |                         |
| Директор фотографије | Андра Полети        |                         |
| Mонтажер             | Ђорђе Анђелковић    |                         |
| Mонтажер             | Петар Аранђеловић   |                         |
| Сценограф            | Добрила Стевановић  |                         |
| Костимограф          | Мира Чохаџић        |                         |
| Одсек за шминку      | Стојанка Анђелковић | шминкерка               |
| Одсек за шминку      | Анђелка Јовановић   | шминкерка               |
| Помоћник режије      | Гордана Павловић    | први помоћник редитеља  |
| Помоћник режије      | Александар Штрбац   | други помоћник редитеља |